# Каньйон

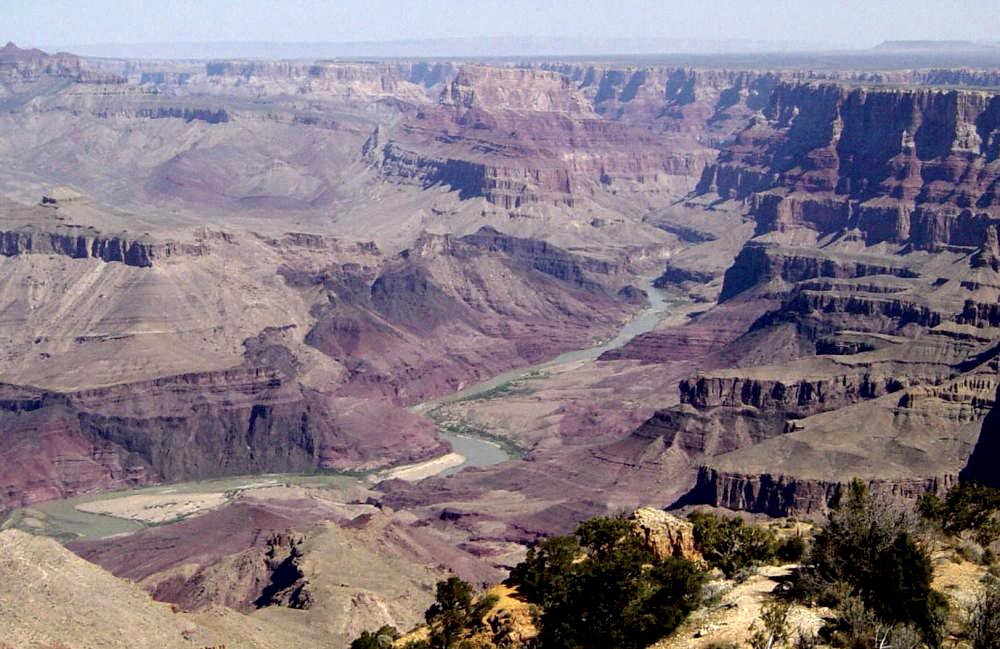
Великий каньйон (Аризона, США)

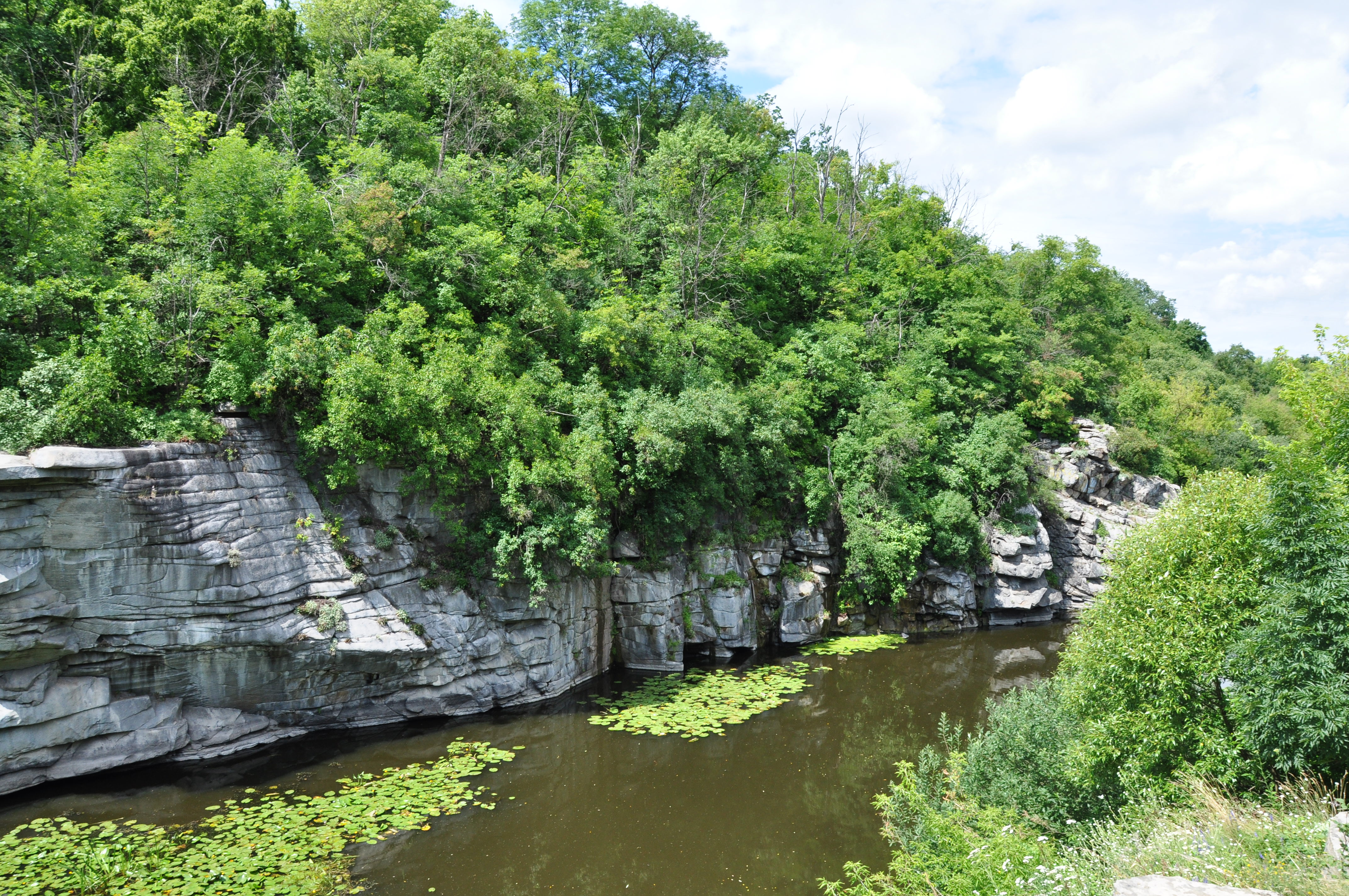
Буцький каньйон (Черкаська область, Україна)

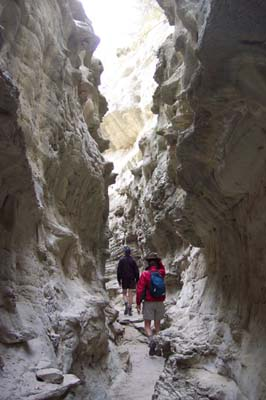
Каньйоноподібний сай (США)

Каньйон (ісп. cañón — глибока ущелина) — ерозійна форма рельєфу, глибока долина між кручами, зазвичай вимита річкою. На відміну від ущелини, переважно все дно каньйону займає русло річки.
Більшість каньйонів утворюються в результаті слабкості бокової довгострокової річкової ерозії від рівня плато, при наявності сильної глибинної ерозії. Причиною слабкості бокової ерозії може бути або сухість клімату, або водопроникність порід (пісковиків, вапняків, лесів), що поглинають вологу дощів і зменшують плоскісний стік схилами долин. Кручі формуються, через те, що гірські породи, які залишилися на стінах долини, в меншій мірі піддаються річковій ерозії та дії вивітрювання. Часто ці породи стійкіші, ніж ті, що вимиваються. Каньйони — звичайні форми рельєфу в безводих областях, і рідко трапляються у гумідному кліматі, тому що нахил має менший ефект у безводних зонах. Стіни каньйонів часто утворюється із стійкіших пісковиків або граніту. В областях, складених горизонтально залягаючими породами різної густини, в каньйонів виникає ступеневість схилів. Інколи у гирлах річок формуються підводні каньйони.
Слово «каньйон» іспанського походження (cañón). Це слово загалом вживають стосовно таких утворень в Америці, тоді як слово «ущелина» звичніше в Європі, Австралії та Азії, хоча обидва слова можуть використовувати у будь-якому місці.
Найвідоміші каньйони — Великий Каньйон на річці Колорадо в Аризоні (США), завглибшки до 1 800 м і завдовжки близько 380 км. На південному заході США каньйони — важливі археологічні пам'ятки, позаяк на їхніх схилах було багато поселень, особливо народів Пуебло. У Росії на Кавказі — на річках Бзибь, Сулак (Сулацький каньйон); у Середній Азії — верхів'я Аму-Дар'ї (Пяндж і Язгулем).
Іноді великі річки пробігають каньйоном у результаті поступового геологічного підйому рівнини. Такі річки практично не можуть змінювати своє русло. Відомі приклади — річки Колорадо і Снейк на північному заході США. Каньйони часто формуються у вапнякових породах. Вапняк певною мірою розчинний, тому в скелях формуються мережі печер. Коли вони руйнуються, залишається каньйон, наприклад у пагорбах Мендіп у графстві Сомерсет і Йоркширських Долинах у Йоркширі (Англія).

## Каньйони в Україні
В Україні найвідомішим каньйоном є Великий каньйон Криму. Каньйоноподібний вигляд мають окремі ділянки річкових долин у Кримських горах (Чорна річка, Кача й інші) та в Українських Карпатах (верхів'я Чорного і Білого Черемошу та інші). У рівнинній частині України каньйоноподібною є долина Дністра від села Нижніва до міста Могилева-Подільського — Дністровський каньйон. Існують теж каньйони в долині Ужа біля міста Коростеня, Случі біля міста Новограда-Волинського, Тетерева біля села Дениші (Житомирська область), і на деяких річках центральної України.
Каньйоноподібні ділянки долин мальовничі, деякі з них є природно-заповідними об'єктами, наприклад Національний природний парк «Дністровський каньйон».